# Gärskär
Gärskär är en ö i Finland. Den ligger i Skärgårdshavet och i kommunen Kimitoön i den ekonomiska regionen  Åboland i landskapet Egentliga Finland, i den sydvästra delen av landet. Ön ligger omkring 70 kilometer söder om Åbo och omkring 170 kilometer väster om Helsingfors.
Öns area är 10,9 hektar och dess största längd är 0,7 kilometer i sydväst-nordöstlig riktning.